# Монтехо (Саламанка)
Монтехо (ісп. Montejo) — муніципалітет в Іспанії, у складі автономної спільноти Кастилія-і-Леон, у провінції Саламанка. Населення — 254 особи (2010).
Муніципалітет розташований на відстані близько 160 км на захід від Мадрида, 37 км на південь від Саламанки.
На території муніципалітету розташовані такі населені пункти: (дані про населення за 2010 рік)
- Монтехо: 243 особи
- Пантано-де-Санта-Тереса: 11 осіб

## Демографія
Динаміка населення (INE ):

## Зовнішні посилання
- Провінційна рада Саламанки: індекс муніципалітетів [Архівовано 23 квітня 2009 у Wayback Machine.]
- Посилання на Google Maps